# Čadski znakovni jezik
Čadski znakovni jezik (ISO 639-3: cds), znakovni jezik gluhih osoba u Čadu. Njime se koristilo oko 390 osoba (1989. M. Yonadjiel). Pod utjecajem je američkog znakovnog jezika [ase], a neki znakovi su tradicionalni.
Postoje škole i udruge za gluhe u gradovima N'Djamena, Sarh i Moundou.

## Vanjske poveznice
- Ethnologue (14th)
- Ethnologue (15th)